# Maślanka korzeniasta

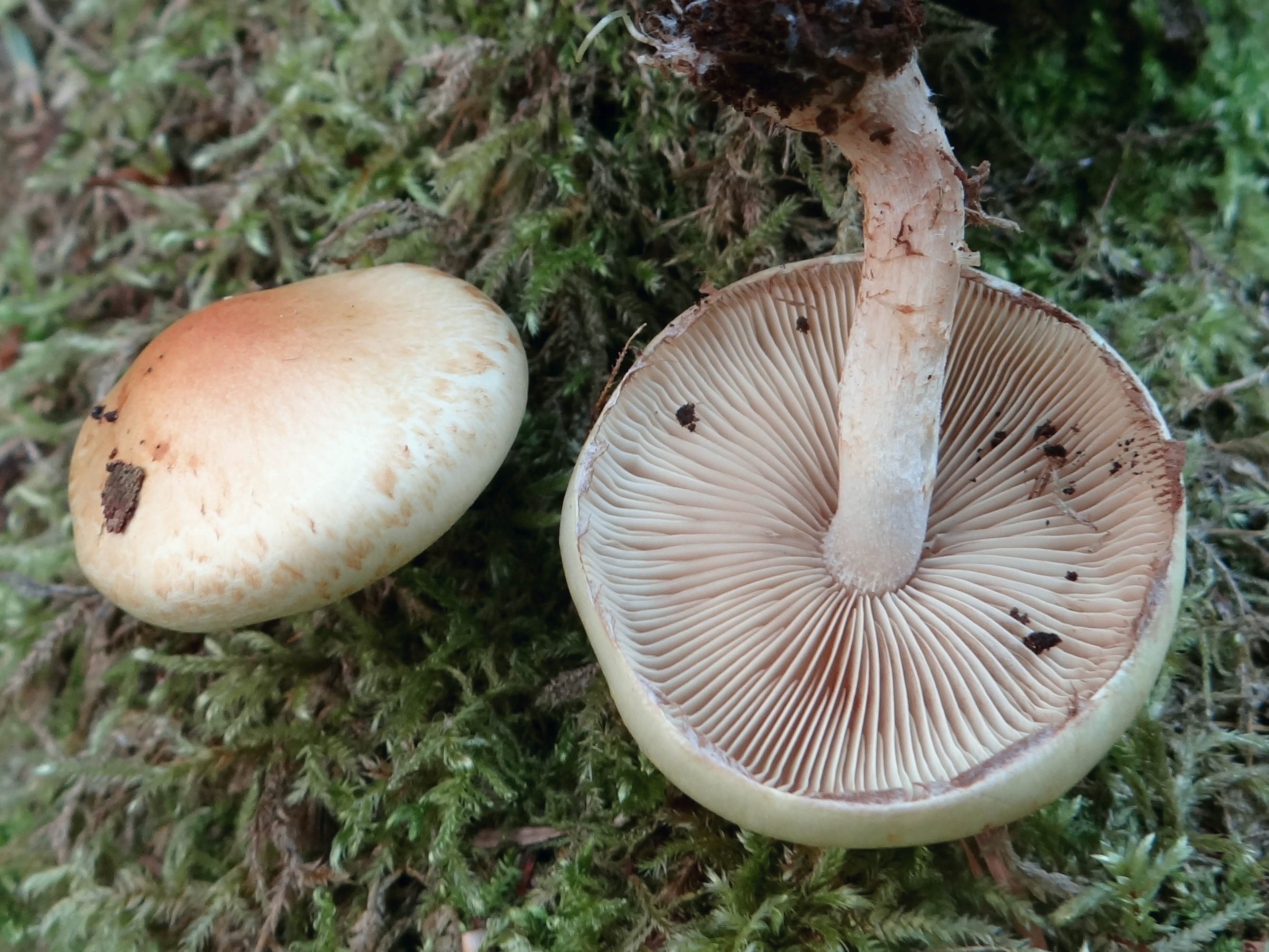

Maślanka korzeniasta (Hypholoma radicosum J.E. Lange) – gatunek grzybów z rodziny pierścieniakowatych (Strophariaceae).

## Systematyka i nazewnictwo
Pozycja w klasyfikacji według Index Fungorum: Hypholoma, Strophariaceae, Agaricales, Agaricomycetidae, Agaricomycetes, Agaricomycotina, Basidiomycota, Fungi.
Synonimy naukowe:
- Hypholoma epixanthum var. radicosum (J.E. Lange) Bon & P. Roux 2003
- Naematoloma radicosum (J.E. Lange) Konrad & Maubl. 1928
- Psilocybe radicosa (J.E. Lange) Noordel. 1995

Nazwę polską podał Władysław Wojewoda w 1999 r. W polskim piśmiennictwie mykologicznym gatunek ten opisywany był też jako ostrzępka cuchnąca. W. Wojewoda w 2003 r. zaproponował nazwę łysiczka korzeniasta, jest ona jednak niespójna z obecną nazwą naukową.

## Morfologia
Kapelusz
Zazwyczaj owocniki rosną w kępkach. Pojedynczy kapelusz ma średnicę 2–5 cm, początkowo jest łukowaty, potem rozpostarty. Powierzchnia gładka o barwie od żółtej do czerwonożółtej, przy czym środek jest ciemniejszy. U młodych okazów powierzchnia jest okryta białą osłoną, u starszych jest naga.
Blaszki
Szerokie, przy trzonie wykrojone ząbkiem, o pofalowanych ostrzach. Początkowo białawe z szarym odcieniem, później ochrowe.
Trzon
Długość do 10 cm, walcowaty, sprężysty i głęboko tkwiący w podłożu. U młodych okazów pełny, u starszych pusty. Powierzchnia o barwie od białoochrowej do żółtobrązowej. Pod kapeluszem występuje biaława strefa pierścieniowa, a pod nią z resztek osłony zygzakowate strzępki na trzonie.
Miąższ
Cienki, białawy. Ma gorzki smak i silny stęchły zapach.
Wysyp zarodników
Kasztanowy. Zarodniki gładkie, o rozmiarach 11–12(15) × 5,25–6,75 μm.

## Występowanie i siedlisko
W piśmiennictwie naukowym opisane wiele stanowisk tego gatunku na terenie Polski.
Rośnie na martwym drewnie, na pniakach i zwalonych kłodach. Miejscami jest częsty.

## Gatunki podobne
Najbardziej charakterystyczną cechą maślanki korzeniastej jest jej korzeniasty trzon. Najbardziej podobne są: maślanka ceglasta (Hypholoma lateritium), hełmówka jadowita (Galerina marginata),  maślanka wiązkowa (Hypholoma fasciculare) i maślanka łagodna (Hypholoma capnoides). Żadna z nich jednak nie ma takiego korzeniastego trzonu.